# Municipio de Buffalo Prairie
El municipio de Buffalo Prairie (en inglés: Buffalo Prairie Township) es un municipio ubicado en el condado de Rock Island en el estado estadounidense de Illinois. En el año 2010 tenía una población de 824 habitantes y una densidad poblacional de 6,35 personas por km².

## Geografía
El municipio de Buffalo Prairie se encuentra ubicado en las coordenadas 41°23′41″N 90°49′29″O / 41.39472, -90.82472. Según la Oficina del Censo de los Estados Unidos, el municipio tiene una superficie total de 129.73 km², de la cual 119,47 km² corresponden a tierra firme y (7,91 %) 10,27 km² es agua.

## Demografía
Según el censo de 2010, había 824 personas residiendo en el municipio de Buffalo Prairie. La densidad de población era de 6,35 hab./km². De los 824 habitantes, el municipio de Buffalo Prairie estaba compuesto por el 97,21 % blancos, el 0,12 % eran afroamericanos, el 0,85 % eran asiáticos, el 1,33 % eran de otras razas y el 0,49 % eran de una mezcla de razas. Del total de la población el 1,7 % eran hispanos o latinos de cualquier raza.